# Argentine aux Jeux olympiques d'hiver de 1972
Cet article contient des informations sur la participation et les résultats de l'Argentine aux Jeux olympiques d'hiver de 1972, qui ont eu lieu à Sapporo au Japon. 

## Délégation
Le tableau suivant montre le nombre d'athlètes argentins dans chaque discipline :
| Sport     | Hommes | Femmes | Total |
| --------- | ------ | ------ | ----- |
| Ski Alpin | 2      | 0      | 2     |
| Total     | 2      | 0      | 2     |

## Résultats

### Ski alpin

#### Hommes
| Athlète                | Épreuve      | Manche 1      | Manche 1 | Manche 2        | Manche 2 | Total           | Total |
| Athlète                | Épreuve      | Temps         | Rang     | Temps           | Rang     | Temps           | Rang  |
| ---------------------- | ------------ | ------------- | -------- | --------------- | -------- | --------------- | ----- |
| Jorge-Emilio Lazzarini | Descente     |               |          |                 |          | 2 min 08 s 29   | 51    |
| Carlos Perner          | Descente     |               |          |                 |          | 2 min 03 s 69   | 47    |
| Jorge-Emilio Lazzarini | Slalom géant | 1 min 48 s 72 | 47       | 1 min 54 s 96   | 38       | 3 min 43 s 68   | 38    |
| Carlos Perner          | Slalom géant | Inconnu       | 43       | N'a pas terminé | –        | N'a pas terminé | –     |

#### Slalom hommes
| Athlète                | Classification | Classification | Finale         | Finale | Finale         | Finale | Finale        | Finale |
| Athlète                | Temps          | Rang           | Temps Manche 1 | Rang   | Temps Manche 2 | Rang   | Total         | Rang   |
| ---------------------- | -------------- | -------------- | -------------- | ------ | -------------- | ------ | ------------- | ------ |
| Carlos Perner          | Disqualifié    | –              | 1 min 08 s 72  | 41     | 1 min 07 s 80  | 30     | 2 min 16 s 52 | 30     |
| Jorge-Emilio Lazzarini | 2 min 33 s 86  | 8              | 1 min 10 s 45  | 42     | 1 min 08 s 49  | 31     | 2 min 18 s 94 | 31     |

## Référence
- (en) Cet article est partiellement ou en totalité issu de l’article de Wikipédia en anglais intitulé « Argentina at the 1972 Winter Olympics » (voir la liste des auteurs).